# Save Yourself
Albums de McAuley Schenker Group
Perfect Timming
(1987) MSG
(1992)
Singles
1. Anytime
Sortie : 1989
2. Save Yourself
Sortie : 1990
3. This Is My Heart
Sortie : 1990

Save Yourself est le deuxième album studio du McAuley Schenker Group.
Il a été réalisé pour le label EMI/Capitol Records en octobre 1989 et a été produit par Frank Filipetti.  
Steve Mann qui jouait de la guitare et des claviers sur l'album précédent est devenu membre à part entière du groupe.
Propulsé par le single "Anytime" (# 69 au billboard hot 100), l'album atteindra la 92e place du Billboard 200 américain.

## Liste des titres
- Les titres sont signés par Michael Schenker et Robin McAuley sauf indications.

1. Save Yourself - 6:17
2. Bad Boys - 4:05
3. Anytime (Steve Mann / McAuley) - 5:46
4. Get Down To Bizness (Rocky Newton / McAuley) - 4:23
5. Shadow of the Night - 5:22
6. What We Need - 4:15
7. I Am your Radio (Newton / K. Stewart) - 4:50
8. There Has to Be Another Day (Schenker) - 1:49
9. This Is my Heart (Newton / McAuley / Schenker / Mann / Bobo Schopf / Nelson) - 5:01
10. Destiny (Mann / McAuley) - 4:35
11. Take me Back (titre bonus) (Newton / K. Stewart) - 4:50

## Musiciens
- Michael Schenker : guitare solo, rythmique et acoustique.
- Robin McAuley : chant, chœurs.
- Steve Mann : guitare électrique et acoustique, claviers, chœurs.
- Rocky Newton : basse, chœurs.
- Bobo Schopf : batterie, percussions.
- Emi Canyn, Dave Amato, Donna McDaniel et Chris Post : chœurs.

## Charts
Charts album
| Pays       | Durée du classement | Meilleur classement | Date             |
| ---------- | ------------------- | ------------------- | ---------------- |
| Allemagne  | 8 semaines          | 47e                 | 4 décembre 1989  |
| États-Unis | 13 semaines         | 92e                 | 3 mars 1990      |
| Suède      | 1 semaine           | 34e                 | 15 novembre 1989 |

Charts singles
| Single  | Chart                  | Durée du classement | Position | Date         |
| ------- | ---------------------- | ------------------- | -------- | ------------ |
| Anytime | Hot 100                | 10 semaines         | 69e      | 10 mars 1990 |
| Anytime | Mainstream Rock Tracks | —                   | 5e       | —            |